# Johann Melchior Roos

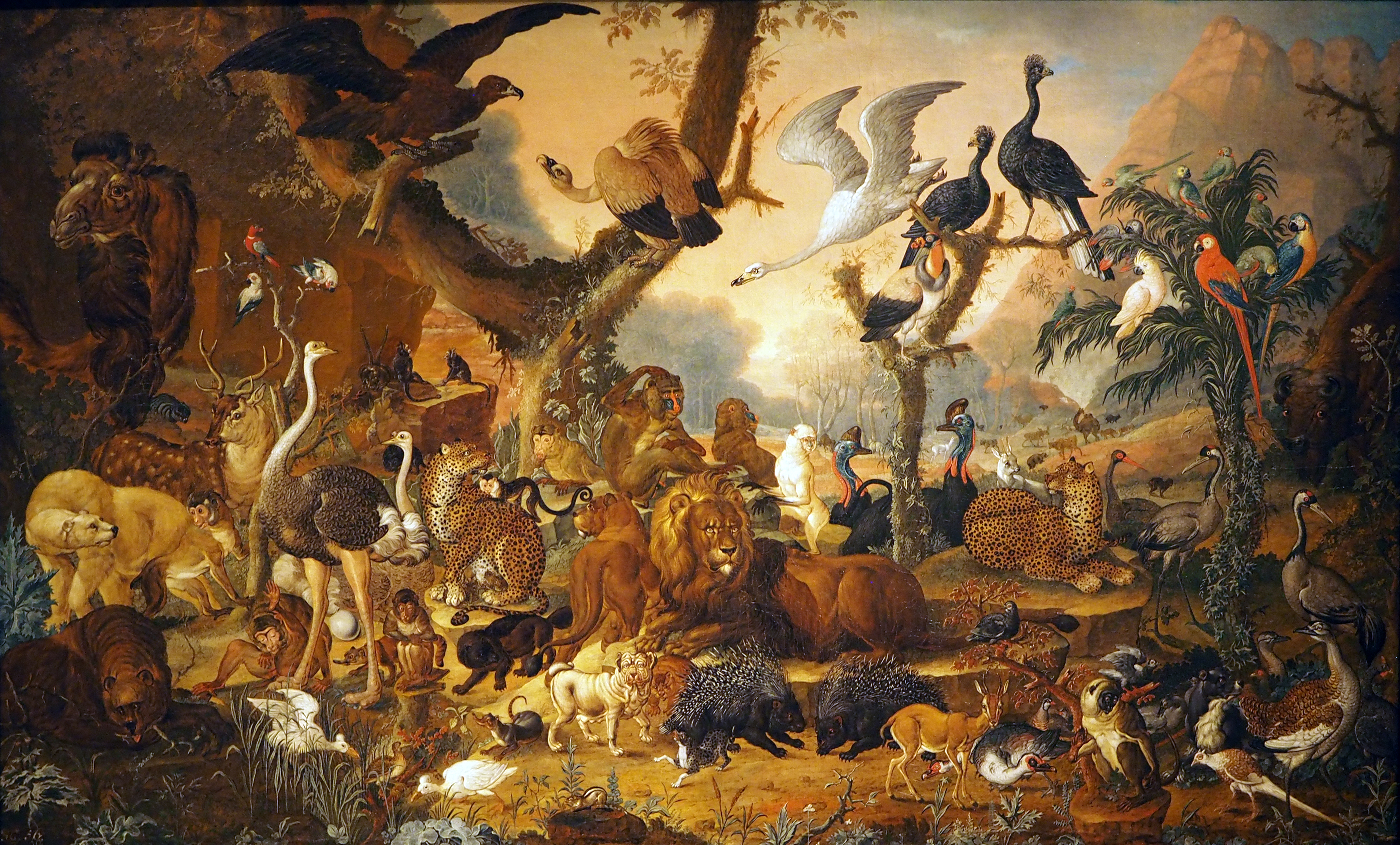
Das Reich der Tiere

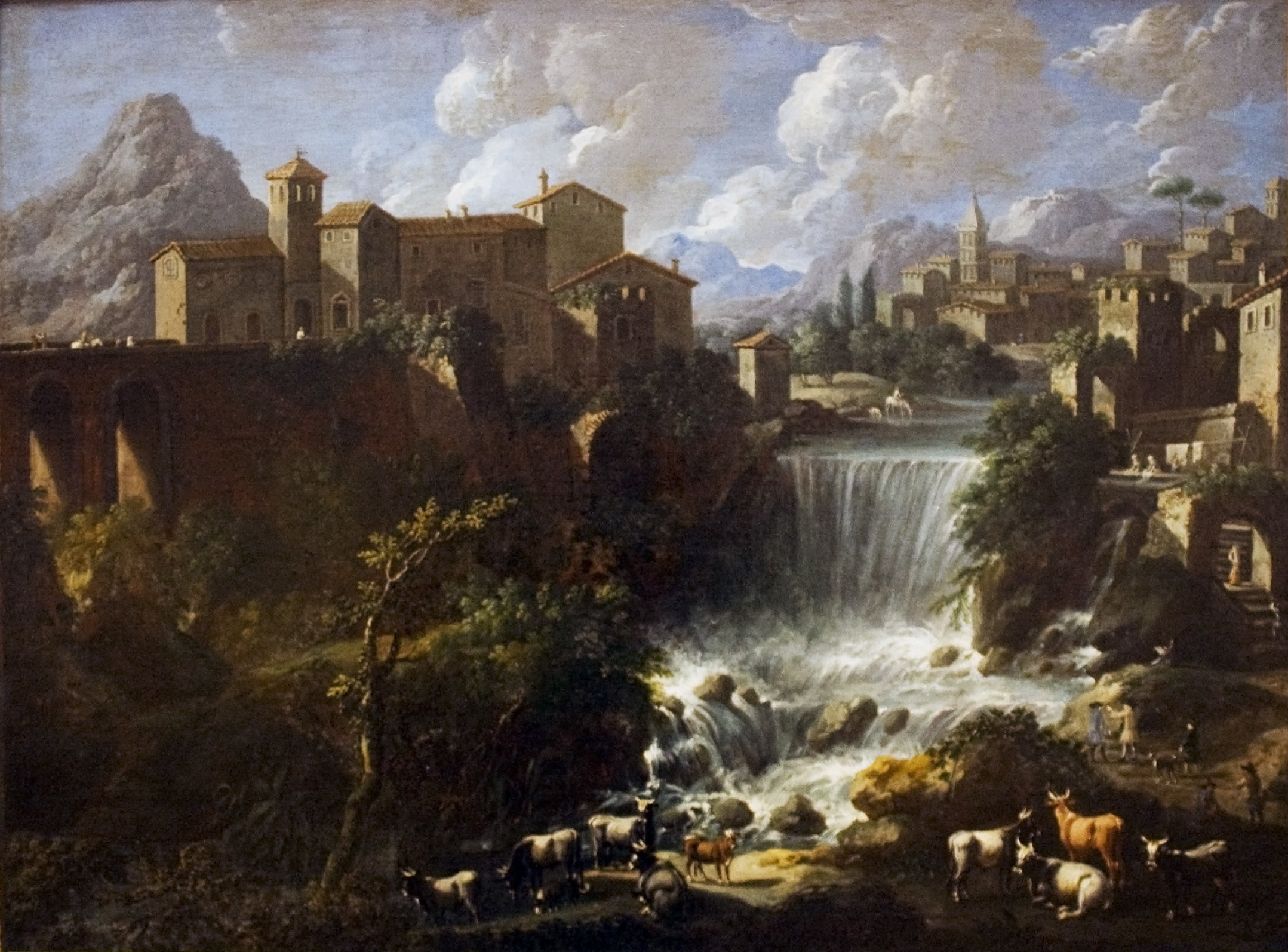
Wasserfall von Tivoli

Johann Melchior Roos (* 27. Dezember 1663 in Heidelberg; † 1731 in Frankfurt am Main) war ein deutscher Maler.

## Leben
Johann Melchior Roos war der zweite Sohn des Tiermalers Johann Heinrich Roos und Bruder des Malers Philipp Peter Roos. Er war zuerst Schüler seines Vaters und bildete sich dann bei einem von 1686 bis 1690 dauernden Aufenthalt in Italien weiter aus. Daraufhin kehrte er nach Deutschland zurück und lebte in Frankfurt am Main, wo er 1731 starb.
Bekannt ist Johann Melchior Roos für seine lebendigen, aber nicht immer anatomisch korrekten Darstellungen aus der Tierwelt. Seine Bilder zeigen Hirsche, Rehe, Bären, aber auch Tiere aus südlicheren Zonen, wie Löwen und Tiger. Verglichen mit den Werken seines Vaters erscheinen die Malereien von Johann Melchior Roos mit wenig Ausnahmen schwächer in der Zeichnung und flauer im Ton, und vielleicht haben die ältesten erhaltenen Nachrichten über ihn Recht mit der Behauptung, dass Fleiß und Beharrlichkeit nicht immer auf gleicher Höhe mit seiner großen Begabung gestanden haben.  Von kapriziösen Einfällen und verschwenderischen Neigungen des Künstlers wissen der Frankfurter Hüsgen und der ältere holländische Künstlerbiograph Jacob Campo Weyerman zu berichten, von denen der letztere ihn 1709 in Frankfurt persönlich kennenlernte.

## Auktionen
- 1825 in Nürnberg: Liegendes Rindvieh.
  - Eine stehende und eine liegende Kuh.[1]